# دون مورين
دون مورين هو سياسي كندي، ولد في 1954 في كندا. انتخب Premier of the Northwest Territories ‏.